# Christian Kock
Christian Erik J. Kock (født 3. maj 1946 i Padborg) er en en dansk retorik- og litteraturforsker. Siden 1997 har han været professor i retorik på Københavns Universitet. Kock er særlig kendt for analyser af politisk debat og har udgivet flere bøger om emnet.

## Karriere
Christian Kock blev født i Padborg i 1946. I 1965 blev han student fra Aabenraa Statsskole. Han blev herefter uddannet mag.art. i litteraturvidenskab fra Københavns Universitet i 1973. Han nåede også at studere engelsk, latin, græsk og tjekkisk.
Han var ansat som lektor i engelsk fra 1979 til 1987 på KU. Han var desuden gæsteforelæser i engelsk på Indiana Universit, USA i 1986-1987. Han blev herefter lektor i retorik fra 1986 til 1997, og i 1997 blev han udnævnt til professor. Han overtog professortitlen fra Jørgen Fafner.
Under Kock har retorikfaget udviklet sig til beskæftige sig mere med argumentation, politisk debat og skrivepædagogik. Kock har derudover udført analyser af forskellige politikere, deres sproglige manipulation og spin, heriblandt en meget kritisk gennemgang af Inger Støjbergs mode at fordreje spørgsmål på. I analysen skrev han bl.a. at Hun taler udenom, og hun er god til det. Hun er så god, at det skader demokratiet.
Siden 2002 har han været kommentator om medier i dagbladet Politiken.
I 2006 modtog han Einar Hansens Forskningspris og siden 2007 har han været medlem af Kulturministeriets Sprogudvalg. Kock holder desuden foredrag og kurser i offentlig debat og skriftlig kommunikation.

### Bøger
- 1973 Kock, Christian, Tjekkisk strukturalisme
- 1973 Kock, Christian, Litteraturoplevelse
- 1976 Kock, Christian (medforfatter ) The Theory of Presupposition Failure
- 1980 Kock, Christian,Engelsk verslære
- 1994 Kock, Christian, Lær og skriv. Tekster om at skrive - i alle fag.
- 1994 Jørgensen, Charlotte; Kock, Christian; Rørbech, Lone, Retorik der flytter stemmer (genudgivet i 2011)
- 1996 Kock, Christian, Professionel litteraturlæsning
- 1997 Kock, Christian; Heltberg, Eva, Skrivehåndbogen
- 2002 Kock, Christian, Forstå verden: Politisk journalistik for fremtiden
- 2006 Tandrup, Birthe; Koch, Christian, Skriv i alle genrer ISBN 978-87-0204-566-6
- 2007 Boolsen, Merete Watt; Ankersborg, Vibeke; Kock, Christian, At opdage verden ISBN 978-87-9162-060-7
- 2011 Kock, Christian, De svarer ikke ISBN 978-87-0214-740-7
- 2012 Kock, Christian, Ordets magt. Før 1900 ISBN 978-87-5931-485-2
- 2012 Kock, Christian, Ordets magt ISBN 978-87-5932-417-2
- 2012 Kock, Christian; Villadsen, Lisa, Rhetorical Citizenship and Public Deliberation
- 2013 Kock, Christian, Retorisk praksis ISBN 978-87-9198-612-3
- 2013 Kock, Christian, Debatkultur på nedtur? ISBN 978-87-5931-941-3
- 2015 Kock, Christian; Hansen, Magnus Boding, De lytter ikke ISBN 978-87-4126-392-2
- 2015 Darger, Birgitte; Hansen, Kasper Lezuik; Kock, Christian, Sproget arbejder ISBN 978-87-6166-050-3

### Udvalgte artikler
- 21. september 2011: "Hvad kan Johanne?", Kock, Christian, Kommunikationsforum[6]
- 25. november 2014: "Stop det vrøvl om humaniora, Sofie Carsten Nielsen", Politiken[7]
- 9. september 2015: "Spot Støjbergs støj", Kock, Christian, Kommunikationsforum[3]
- 27. maj 2015: "Dette udspekulerede vrøvl vil du høre de næste tre uger", Kommunikationsforum[8]